# Hospital central Mpilo
El Hospital central Mpilo (en inglés: Mpilo Central Hospital) más comúnmente conocido como el Hospital Mpilo, es el hospital más grande de Bulawayo, y el tercero en Zimbabue después del Hospital de Harare y el Hospital Parirenyatwa de la misma ciudad. Mpilo es un hospital público, y el centro de referencia para las provincias de Matabeleland Norte, Matabeleland Sur y Midlands de Zimbabue. El nombre del hospital, 'Mpilo' significa 'vida' en el idioma nativo de Ndebele. Mpilo cuenta con una Escuela de Enfermería, así como una Escuela de Obstetricia y Puericultura, las cuales están situadas en el campus del hospital.